# The 1
"The 1" (estilizado em letras minúsculas) é uma canção da cantora e compositora estadunidense Taylor Swift, gravada para seu oitavo álbum de estúdio Folklore (2020). Foi enviada para estações de rádio alemãs em 9 de outubro de 2020 pela Republic Records, servindo como single promocional do álbum. Swift escreveu "The 1" com seu produtor, Aaron Dessner; é uma canção folk minimalista com elementos de chamber pop, indie pop e soft rock. Escrita da perspectiva de um dos amigos de Swift, a canção descreve a abordagem positiva recém-nascida do narrador à vida e ao romance passado, em um tom triste, mas bem-humorado, usando inúmeras frases curtas.
Os críticos musicais elogiaram a produção despojada da música e o que consideraram letras espirituosas. "The 1" estreou e alcançou a quarta posição na Billboard Hot 100. Acompanhado por "Cardigan" no primeiro lugar, e "Exile" no sexto lugar, Swift se tornou a primeira artista a ter três músicas nas paradas ao mesmo tempo no Hot 100. "The 1" também alcançou o topa de países como Austrália, Canadá, Irlanda, Malásia, Nova Zelândia, Singapura e Reino Unido. Swift incluiu "The 1" como parte do repertório de sua sexta turnê The Eras Tour, começando no primeiro concerto em Arlington, Texas.

## Composição
"The 1" liricamente vê Swift falar sobre como ela está. Foi descrito como "dançável" e "desacelerado", com Allegra Frank da Vox chamando-a de "um passeio no céu cinza pelo dia-a-dia de [Swift]". Ela tem uma instrumentação de piano "lenta" que foi comparada com o I Am Easy to Find do The National (2019).

## Recepção critica
"The 1" começa com a letra dizendo "Estou bem, estou tentando uma merda nova". Katie Moulton, da Consequence of Sound, observou isso como um exemplo de "uma transgressão contra a música 'rádio' e 'familiar'" que Swift expressa no Folklore.Laura Snapes, do The Guardian, descreveu a música como "uma reminiscência saltitante de um amante perdido 'dos anos vinte e tantos' de Swift]". Ao escrever para The Line of Best Fit, Eloise Bulmer afirmou que sua linha titular oferece um vislumbre de uma "espirituosa e azarada Swift apaixonada".

## Desempenho comercial

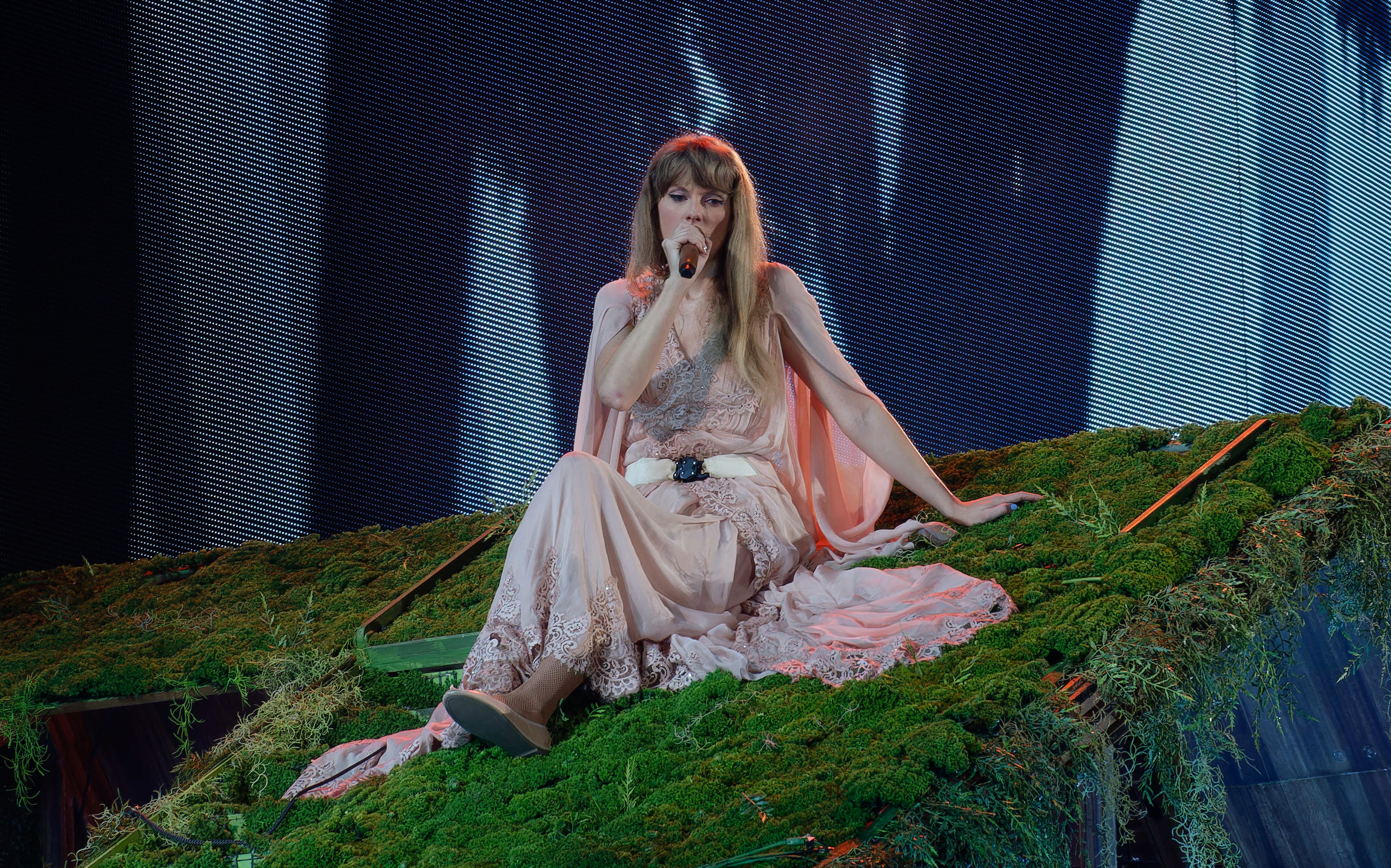
Taylor Swift Eras Tour - Arlington TX American singer-songwriter Taylor Swift on the Eras Tour in Arlington, Texas, April 2, 2023

Após o lançamento do Folklore, "The 1" estreou em número um na parada do Spotify nos EUA com 4.175 milhões de streams e se tornou a maior estreia de uma artista feminina nos EUA na história da plataforma. Em um artigo da Billboard publicado em 27 de julho de 2020, Lars Brandle projetou que a música iria estrear entre os cinco primeiros na parada de singles do Reino Unido.

## Créditos e pessoal
Créditos retirados do Tidal.
- Taylor Swift – vocais, compositor
- Aaron Dessner - produtor, compositor, engenheiro de gravação, violão, programação de bateria, guitarra elétrica, mellotron, piano, baixo sintetizador, sintetizador
- Kyle Resnick - engenheiro
- Jonathan Low - engenheiro de gravação, mixador
- Jason Treuting - percussão
- Thomas Bartlett - sintetizador
- Yuki Numata Resnick - viola, violino
- Laura Sisk - engenheira vocal
- Randy Merrill - engenheiro de masterização

## Desempenho nas tabelas musicais
| Tabela musical (2020)                      | Melhor posição |
| ------------------------------------------ | -------------- |
| Austrália (ARIA)                           | 4              |
| Canadá (Canadian Hot 100)                  | 7              |
| Escócia (The Official Charts Company)      | 31             |
| Estados Unidos (Billboard Hot 100)         | 4              |
| Estados Unidos Rolling Stone Top 100       | 2              |
| Irlanda (Irish Recorded Music Association) | 7              |
| Malásia (RIM)                              | 5              |
| Nova Zelândia (Recorded Music NZ)          | 7              |
| Países Baixos (MegaCharts)                 | 99             |
| Singapura (RIAS)                           | 5              |
| Suécia (Sverigetopplistan)                 | 92             |
| Reino Unido (UK Singles Chart)             | 10             |

## Históricos de lançamentos
| Região | Data                | Formato(s)                 | Gravadora | Ref.  |
| ------ | ------------------- | -------------------------- | --------- | ----- |
| Várias | 24 de julho de 2020 | Download digital streaming | Republic  | [ 8 ] |